# Aarhus Hovedbanegård
Aarhus Hovedbanegård (deutsch Aarhus Hauptbahnhof, abgekürzt Aarhus H) ist der Hauptbahnhof der Stadt Aarhus in Jütland, die zweitgrößte Stadt Dänemarks. Er ist nach Københavns Hovedbanegård der zweitwichtigste Bahnhof des Landes und wird jährlich von etwa 6,3 Millionen Reisenden genutzt.

## Lage
Der Bahnhof liegt südlich des Stadtzentrums zwischen den Bezirken Midtbyen und Frederiksbjerg. In Richtung Stadt liegt der Bahnhof am Banegårdspladsen und ist an das Einkaufszentrum Bruuns Galleri angeschlossen.

## Geschichte

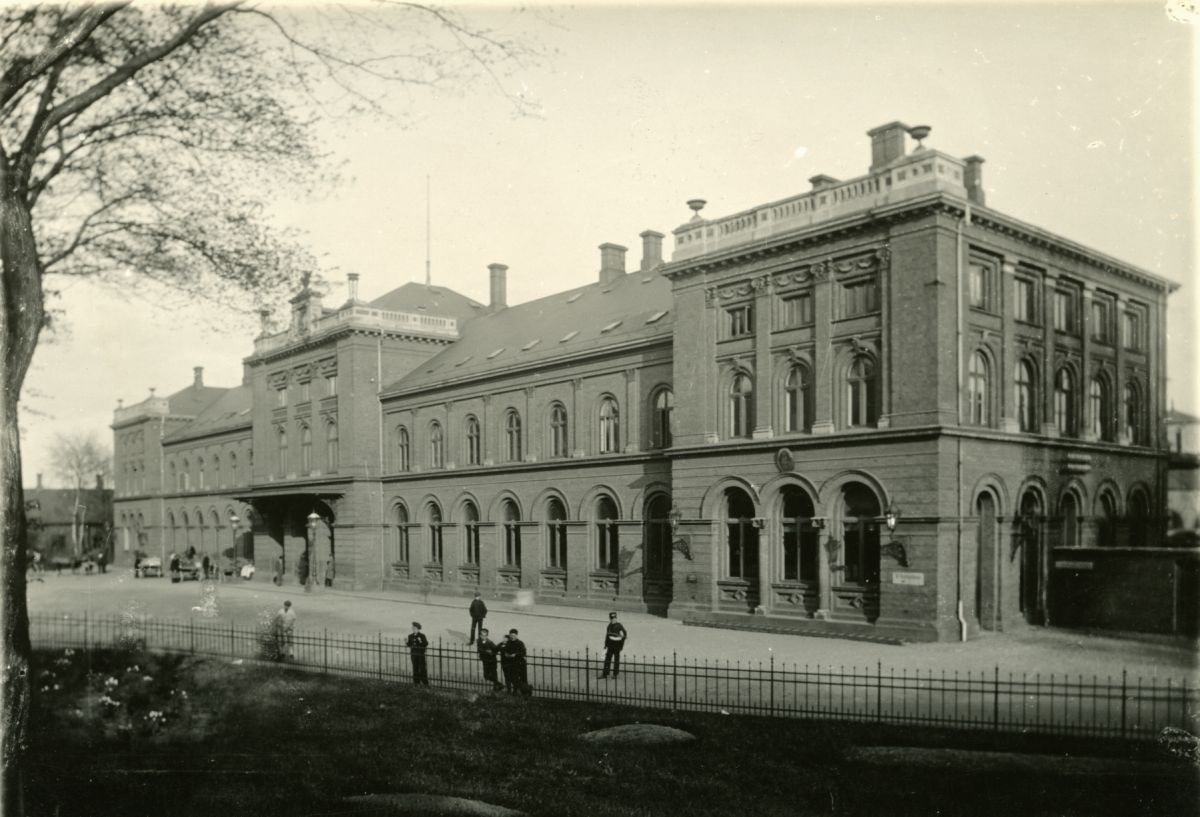
Bahnhofsgebäude von 1884 im Jahr 1905

Der erste Bahnhof in Aarhus wurde 1862 von der Firma Peto, Brassey and Betts an der Bahnstrecke Randers–Aarhus errichtet und lag in der Nähe der Ryesgade. Schon 1884 kam zu einem größeren Neubau im Stil der Neorenaissance. Die Architekten Thomas Arboe und William August Thulstrup orientierten sich wohl an der Architektur des Bonner Hauptbahnhofs.
Auch dieser Bahnhof wurde für die sich schnell entwickelnde Stadt zu klein, weshalb die Dänische Staatsbahnen das heutige Gebäude im Rahmen einer Umgestaltung des Bahnhofsviertels errichten ließen. Der Bau des von Knud Tanggaard Seest und A. Höeg-Hansen geplanten Bahnhofes begann 1927, er wurde 1929 eröffnet.

## Verkehr
Der Bahnhof besitzt für den Personenverkehr acht Gleise an vier Bahnsteigen. Es handelt sich um einen Reiterbahnhof mit Abgängen zu den Gleisen.
Nach dem Bau der Aarhus Letbane werden die zwei nördlichsten Gleise von Straßenbahnen aus dem Stadtzentrum und von der Grenaa- und der Odderbanen bedient. Zuvor wurden die beiden Bahnstrecken mit Dieseltriebzügen betrieben. Bis zur Einführung der Nærbane im Jahr 1999 gab es keinen durchgehenden Betrieb zwischen Grenaa und Odder.
Die übrigen sechs Gleise enden im Bahnhofsbereich, sodass von Randers nach Fredericia durchgehende Züge der Østjyske længdebane wenden müssen. Von hier besteht zweimal täglich eine Direktverbindung von und nach Hamburg. Im dänischen Fernverkehr sind Aalborg und Kopenhagen angebunden. Regionalverbindungen bestehen ins übrige Jütland, etwa nach Herning/Skjern und Struer. Die Aarhus Letbane bedient Odder und Grenaa.

## Ausstattung
Neben einem Reisezentrum und Toiletten verfügt der Bahnhof über ein Schnellrestaurant und kleinere Ladengeschäfte. Unmittelbar am hinteren Ausgang des Bahnhofs schließt sich die Bruuns Galleri an, ein 2003 eröffnetes großes Einkaufszentrum mit CinemaxX-Kino.